# (1659) Punkaharju
(1659) Punkaharju es un asteroide perteneciente al cinturón de asteroides descubierto por Yrjö Väisälä desde el observatorio de Iso-Heikkilä, Finlandia, el 28 de diciembre de 1940.

## Designación y nombre
Punkaharju fue designado inicialmente como 1940 YL.
Posteriormente se nombró por el istmo de Punkaharju.

## Características orbitales
Punkaharju está situado a una distancia media de 2,785 ua del Sol, pudiendo acercarse hasta 2,068 ua. Tiene una excentricidad de 0,2572 y una inclinación orbital de 16,48°. Emplea 1697 días en completar una órbita alrededor del Sol.